# Paúles (Albacete)
Paúles es una entidad de población española del municipio de Yeste, perteneciente a la provincia de Albacete, en la comunidad autónoma de Castilla-La Mancha.

## Historia
Hacia mediados del siglo XIX, el lugar, ya por entonces perteneciente a Yeste, contaba con veinte casas. Aparece descrito en el duodécimo volumen del Diccionario geográfico-estadístico-histórico de España y sus posesiones de Ultramar de Pascual Madoz con las siguientes palabras:

PAULES: cortijada de 20 casas en la prov. de Albacete, part. jud. y térm. jurisd. de Yeste.
(Madoz, 1849, p. 721)

En 2022, tenía empadronados once habitantes.